# Riveras de Gata y Acebo
Riveras de Gata y Acebo este o arie protejată (arie specială de conservare — SAC, sit de importanță comunitară — SCI) din Spania întinsă pe o suprafață de 1.199,2 ha, integral pe uscat.

## Localizare
Centrul sitului Riveras de Gata y Acebo este situat la coordonatele 40°09′36″N 6°39′19″W / 40.16°N 6.6553°V.

## Înființare
Situl Riveras de Gata y Acebo a fost declarat sit de importanță comunitară în decembrie 2000 pentru a proteja 1 specie de plante și 51 de specii de animale. Situl a fost protejat și ca arie specială de conservare în mai 2015.

## Biodiversitate
Situată în ecoregiunea mediteraneană, aria protejată conține 8 habitate naturale: Turbării active, Păduri aluvionare cu Alnus glutinosa și Fraxinus excelsior (Alno-Padion, Alnion incanae, Salicion albae), Galerii de Salix alba și de Populus alba, Păduri termofile cu Fraxinus angustifolia, Păduri de stejar galițio-portugheze cu Quercus robur și Quercus pyrenaica, Pajiști uscate europene, Lande oro-mediteraneene cu formațiuni endemice de grozamă, Dehesas cu Quercus spp. perene.
La baza desemnării sitului se află mai multe specii protejate:
- plante (1): Festuca summilusitana
- păsări (30): pescăruș albastru (Alcedo atthis), rață pitică (Anas crecca), rață fluierătoare (Anas penelope), rață mare (Anas platyrhynchos), fâsă de luncă (Anthus pratensis), acvilă de munte (Aquila chrysaetos), stârc cenușiu (Ardea cinerea), cuc (Cuculus canorus), egretă mică (Egretta garzetta), măcăleandru (Erithacus rubecula), Fringilla montifringilla, Hippolais polyglotta, privighetoare (Luscinia megarhynchos), gaia neagră (Milvus migrans), gaia roșie (Milvus milvus), codobatură galbenă (Motacilla alba), codobatură de munte (Motacilla cinerea), muscar sur (Muscicapa striata), grangur (Oriolus oriolus), codroș de munte (Phoenicurus ochruros), codroșul de pădure (Phoenicurus phoenicurus), pitulice de munte (Phylloscopus bonelli), pitulice de munte (Phylloscopus collybita), corcodel mare (Podiceps cristatus), aușel sprâncenat (Regulus ignicapilla), silvie cu cap negru (Sylvia atricapilla), silvie de tufiș (Sylvia undata), fluierarul de zăvoi (Tringa ochropus), sturz-cântător (Turdus philomelos), pupăză (Upupa epops)
- amfibieni (1): Discoglossus galganoi
- mamifere (9): lupul (Canis lupus), vidră de râu (Lutra lutra), râs iberic (Lynx pardinus), Microtus cabrerae, liliac cu aripi lungi (Miniopterus schreibersii), liliac cu urechi de șoarece (Myotis blythii), liliac comun (Myotis myotis), liliacul mare cu potcoavă (Rhinolophus ferrumequinum), liliacul cu potcoavă a lui méhely (Rhinolophus mehelyi)
- nevertebrate (5): Coenagrion mercuriale, fluturele auriu (Euphydryas aurinia), Gomphus graslinii, Macromia splendens, Oxygastra curtisii
- pești (4): Cobitis paludica, Cobitis vettonica, Pseudochondrostoma polylepis, Rutilus alburnoides
- reptile (2): Lacerta schreiberi, Mauremys leprosa

Pe lângă speciile protejate, pe teritoriul sitului au mai fost identificate 8 specii de plante, 2 specii de păsări, 17 specii de amfibieni, 19 specii de mamifere, 4 specii de nevertebrate, 4 specii de pești, 14 specii de reptile.